# Rosco i Sonny
Rosco & Sonny je talijanska serija stripova koju su stvorili Claudio Nizzi i Giancarlo Alessandrini.

## Pozadina
Seriju je 1981. godine započeo Claudio Nizzi kao pisac i Giancarlo Alessandrini kao crtač, a kasnije su ih zamijenili Rodolfo Torti i Rudy Salvagnini. U strip časopisu Il Giornalino je izlazio više od 30 godina, ukupno oko 280 epizoda.Glavni likovi bili su plavokosi Rosco i crvenokosi Sonny, par policajaca kojekarakteriziraju neobične metode istrage. Posljednja epizoda, "Missione finale", objavljena je 5. svibnja 2012. i završila je s nekoliko policajaca koji napuštaju policiju, Sonny je postao košarkaš, a Rosco spisatelj.

## Daljnje čitanje
- Luigi Marcianò, "Rosco e Sonny: due poliziotti... in pensione?", Fumetto, No. 85, March 2013, Associazione Nazionale Amici del Fumetto e dell’Illustrazione.